# Hofburg
Palača Hofburg je bivša cesarska palača v središču mesta Dunaj, Avstrija. Del palače predstavlja uradno prebivališče in delovno mesto predsednika Avstrije. Zgrajena v 13. stoletju in skozi stoletja razširjena, je palača gostila nekatere izmed najvplivnejših oseb evropske in avstrijske zgodovine, kar vključuje tudi cesarje habsburške dinastije, vladarje avstro-ogrskega cesarstva. Hofburg je bil njihova glavna zimska rezidenca, medtem ko je bil poletna dvorec Schönbrunn.
Področje Hofburga je bil dokumentiran sedež vlad različnih cesarjev in republik od leta 1279 dalje.
Palača Hofburg je skozi stoletja rasla in tako sedaj vključuje rezidence (Amalienburg), cesarsko kapelo (Hofkapelle ali Burgkapelle), narodoslovni muzej in muzej umetnostne zgodovine (Naturhistorisches Museum in Kunsthistorisches Museum),  avstrijsko narodno knjižnico (Hofbibliothek), cesarsko zakladnico (Schatzkammer), gledališče (Burgtheater), špansko jahalno šolo z lipicanci (Hofreitschule), cesarske konjske hleve (Stallburg in Hofstallungen), kongresni center Hofburg.
Hofburg je obrnjen k trgu Heldenplatz, katerega izgradnjo je ukazal cesar Franc Jožef kot del nikoli dokončanega Kaiserforuma.
Pri izgradnji Hofburga so sodelovali različni arhitekti, med drugimi Italijan Filiberto Luchese (Leopoldischiner Trakt - Leopoldov trakt),  Lodovico Burnacini in Martino and Domenico Carlone, baročni arhitekti Lukas von Hildebrandt in Joseph Emanuel Fischer von Erlach (kanclerska palača in zimska jahalna šola),  Johann Fischer von Erlach (knjižnica), in arhitekti znanega dela Neue Burg, ki je bil zgrajen med letoma 1881 in 1913.